# Бити (Канзас)
Бити (енгл. Beattie) град је у америчкој савезној држави Канзас.

## Демографија
По попису из 2010. године број становника је 200, што је 77 (-27,8%) становника мање него 2000. године.
| Група             | 2000.       | 2010.       |
| Белци             | 263 (94,9%) | 185 (92,5%) |
| Афроамериканци    | 1 (0,4%)    | 2 (1,0%)    |
| Азијати           | 0 (0,0%)    | 0 (0,0%)    |
| Хиспаноамериканци | 11 (4,0%)   | 7 (3,5%)    |
| Укупно            | 277         | 200         |